# Claes Jurander
Claes Jurander, född 1948 i Kalmar, är en svensk målare, skulptör, illustratör och animatör.
Jurander är bosatt i Stockholm och var professor i måleri vid Konstfack 1992–1997. Han studerade vid Gerlesborgsskolan 1964–1965 och Valands konstskola 1966–1971. År 2008 invaldes han som ledamot av Konstakademien. Han är bildkonstnär, skulptör, illustratör, serietecknare och animatör. Bland hans offentliga arbeten märks en fodmålning på Bohusläns museum i Uddevalla. Jurander är representerad vid Statens konstråd, Arvika kommun och Moderna museet

## Böcker av Claes Jurander
- ”Nilsson”, 1974. Återutgiven av Optimal Press 2002. Bildroman eller tecknad serie. [4]
- ”När man ritar hästar”, 2010. Gidlunds förlag. Illustrerad berättelse om teckning och konst.
- "Frisörbesöket", 2015. Gidlunds förlag. Bildroman.